# 오거 배틀 64: 퍼슨 오브 로들리 칼리버
《오거 배틀 64: 퍼슨 오브 로들리 칼리버》는 퀘스트가 제작한 실시간 전략 롤플레잉 비디오 게임이다. 《오거 배틀 사가》 시리즈의 세 번째 게임이며, 세계관상 '에피소드 6'에 속하며 '에피소드 5' 《전설의 오거 배틀》의 직속 후속작이다. 닌텐도 64 플랫폼으로 개발됐으며 일본에선 닌텐도가, 북미에선 아틀러스 USA가 배급했다.
《오거 배틀 64》의 게임플레이는 《전설의 오거 배틀》와 같은 전략 롤플레잉 방식을 취했다. 플레이어는 다양한 직업으로 구성된 대대를 최대 5명으로 구성된 부대 단위로 나눠 조종한다. 적 부대와 조우할 시 롤플레잉 비디오 게임 방식의 전투에 돌입한다. 캐릭터의 직업군마다 능력치, 공격 특징, 사용할 수 있는 장비 등이 다르며 이를 활용해 게임의 주목표를 달성해야 한다.

## 반응
《오거 배틀 64》는 닌텐도 64판이 리뷰 애그리게이터 웹사이트 메타크리틱에서 100점 만점에 82점을 기록해 "대체적으로 긍정적인 평가"를 받았다.

## 참조

### 내용주
1. ↑  영어: Ogre Battle 64: Person of Lordly Caliber, 일본어: オウガバトル64 Person of Lordly Caliber